# Eadburh
Eadburh (auch Ēadburh, Eadburg. Eadburga; bl. 789−802) war die Tochter von König Offa von Mercia und Königin Cynethryth. Sie war die Frau von König Beorhtric von Wessex. Ihre Charakterisierung als „böse Königin Eadburh“ ist geprägt durch die Darstellung Assers in Vita Ælfredi regis (Das Leben König Alfreds). Danach vergiftete sie ihren Mann Beorhtric versehentlich, während sie versuchte, einen seiner Günstlinge zu vergiften. Asser beschreibt weiter, dass sie samt diversen Reichtümern zu den Franken floh und von Karl dem Großen die Ehe angeboten bekam, diese Chance aber nicht wahrnahm. Trotzdem soll er sie zur Äbtissin ernannt haben. Im Kloster soll sie mit einem englischen Exilanten Unzucht getrieben haben. Infolgedessen wurde sie schließlich aus dem Kloster vertrieben und beendete ihre Tage mit Betteln in den Straßen von Pavia.

## Leben
Eadburh war eine von vier Töchtern unter den fünf Kindern von König Offa und Königin Cynethryth.
In der Angelsächsischen Chronik ist für das Jahr 789 verzeichnet, dass König Offa seine namentlich genannte Tochter Eadburh mit Beorhtric, dem König von Wessex, vermählte. Dafür gab es erkennbar politische Gründe. Das damals mächtigere Mercien gewann in Beorhtric einen sich unterordnenden Verbündeten und zusammen konnten Ansprüche von Egbert von Wessex auf den westsächsischen Thron und eine unabhängigere Position von Wessex bis zum Tod von Beorhtric abgewehrt werden.
Eadburhs Mutter Cynethryth war in Mercien gekrönte und gesalbte Königin, die auf einer größeren Zahl von Urkunden als Zeugin auftritt und auch zusammen mit Offa auf Münzen geprägt wurde. Die Königinnen von Wessex treten seltener in Erscheinung, aber Eadburh taucht als Eadburg regina trotzdem in zwei Urkunden auf.
Diese belegte, relativ aktive Rolle kann aber nur ein Aufhänger für die erwähnte Darstellung Eadburhs in Assers Vita sein. Da Asser die Geschichte nicht an der chronologisch richtigen Stelle, sondern eingeschoben in das Jahr 856 setzt, ist zu vermuten, dass die Darstellung dazu diente, eine Rebellion des Æthelbald gegen seinen nach Wessex mit der gekrönten und gesalbten fränkischen Königin Judith als Frau zurückkehrenden Vater König Æthelwulf von Wessex zu erklären: West-sächsische Königinnen sind aufgrund der schlechten Erfahrungen mit der Königin Eadburh traditionellerweise nur Königsgemahlinnen.
In der Literatur wird auch überlegt, dass das negative Bild Eadburhs der Propaganda von Beorhtrics Konkurrenten und Nachfolger Egbert entsprungen sein könnte, oder dass eine mit dem Vorbild der Mutter vor Augen selbstbewusst auftretende Eadburh auch recht einseitig mercische Interessen vertreten haben könnte.

## Nachleben
Judy Chicago widmete ihr eine Inschrift auf den dreieckigen Bodenfliesen des Heritage Floor ihrer Installation The Dinner Party. Die mit dem Namen Eadburga beschrifteten Porzellanfliesen sind dem Platz mit dem Gedeck für Hrotsvit zugeordnet.